# Lisandro Otero
Lisandro Otero (* 4. Juni 1933 in Havanna, Kuba; † 3. Januar 2008) war ein kubanischer Schriftsteller, Journalist und Diplomat.

## Leben
Lisandro Otero studierte bis 1954 Philosophie in Havanna und machte einen journalistischen Abschluss an der Manuel-Márquez-Sterling-Schule. Von 1954 bis 1956 studierte er Literaturwissenschaften an der Pariser Sorbonne. Er war Chefredakteur kubanischer Zeitschriften wie Cuba Magazine oder Revolución y Cultura. Darüber hinaus arbeitet er mit anderen Zeitungen zusammen wie Bohemia, Carteles, Granma, Juventud Rebelde, El Mundo, Casa de las Américas, Unión, La Gaceta de Cuba, sowie in Le Monde Diplomatique, Partisans, Europe, Washington Post, Excelsior from Mexico und zuletzt mit El Sol de Mexico. In Chile, Großbritannien und der Sowjetunion war er als Kulturattaché tätig.
Seit 2004 war Lisandro Otero Präsident der Kubanischen Akademie für Sprache.

## Wirken und Ehrungen
Otero galt als einer der wichtigsten Autoren Kubas. Er veröffentlichte mehr als 20 Bücher und zahlreiche Essays, Novellen und journalistische Aufsätze. Seine Arbeiten wurden in vierzehn Sprachen übersetzt.
Otero wurde 1963  mit dem Literaturpreis des Casa de las Américas Wettbewerbs für La situación ausgezeichnet. 1965 erwarb er eine Auszeichnung beim Wettbewerb der Biblioteca Breve in Barcelona für seinen Roman Pasión de Urbino (Urbinos Passion) und erhielt 1983 den Preis der Literaturkritik für Temporadas de Angeles. 2002 wurde er Nationalpreisträger für Literatur. 1991 wurde er mit der Ehrenprofessorwürde der Kunstakademie in Havanna geehrt. Zudem wurde Otero mit dem Nationalpreis für Journalismus in Kuba, dem Félix Elmuza Orden, der Medaille für den Kämpfer im Geheimen Kampf und der Gedenkmedaille zum 30. Jahrestag der Kubanischen Armee, sowie der Alejo Carpentier Medaille geehrt.
Er war Mitglied der Königlichen Akademie für die spanische Sprache sowie Mitglied der Nordamerikanischen Akademie für die spanische Sprache.
Er schrieb das Buch für das Musical El Solar. Seine Werke wurden ins Deutsche, Italienische, Französische, Englische, Russische, Rumänische, Bulgarische, Ungarische und Tschechische übersetzt.

## Werke

### Erstausgaben in spanischer Sprache
- Tabaco para un Jueves Santo y otros cuentos cubanos, Paris 1955.
- La situación, La Habana 1963.
- Pasión de Urbino, Buenos Aires 1966.
- En busca de Viet Nam (Essays), La Habana 1970.
- En ciudad semejante, La Habana 1970.
- Temporada de Angeles, La Habana 1983.
- Bolero, La Habana 1984.
- General a Caballo, La Habana 1980.
- Llover sobre mojado, La Habana 1997.
- El árbol de la vida, Ciudad de México 1990.
- La Travesía, Ciudad de México 1995.
- De Gutenberg a Bill Gates, La Habana 2003.
- Charada, La Habana 2004.
- Avisos de ocasión, La Habana 2006.

### In deutscher Übersetzung
- Rebellion im Paradies. Augenzeugenberichte aus Kuba. Verlag der Nation, Berlin 1961.
- Schaler Whisky. Verlag Volk und Welt, Berlin 1967.
- Wehe dir, große Stadt. Verlag Volk und Welt, Berlin 1973.
- Stadt im Feuer. Weltkreis-Verlag, Dortmund 1985.
- General zu Pferde. Weltkreis-Verlag, Dortmund 1985, und Verlag Volk und Welt, Berlin 1986.
- Bolero. Die Geschichte eines karibischen Sängers. Verlag Volk und Welt, Berlin 1988.